# 열대폭풍 아서 (2008년)
열대폭풍 아서 (Tropical Storm Arthur, 번호 AL012008)는 2008년에 대서양에서 처음으로 발생한 허리케인으로 열대폭풍 알마에서 약화된 저기압이 다시 발달하여 열대폭풍 아서가 발생하였다.

## 열대폭풍의 진행

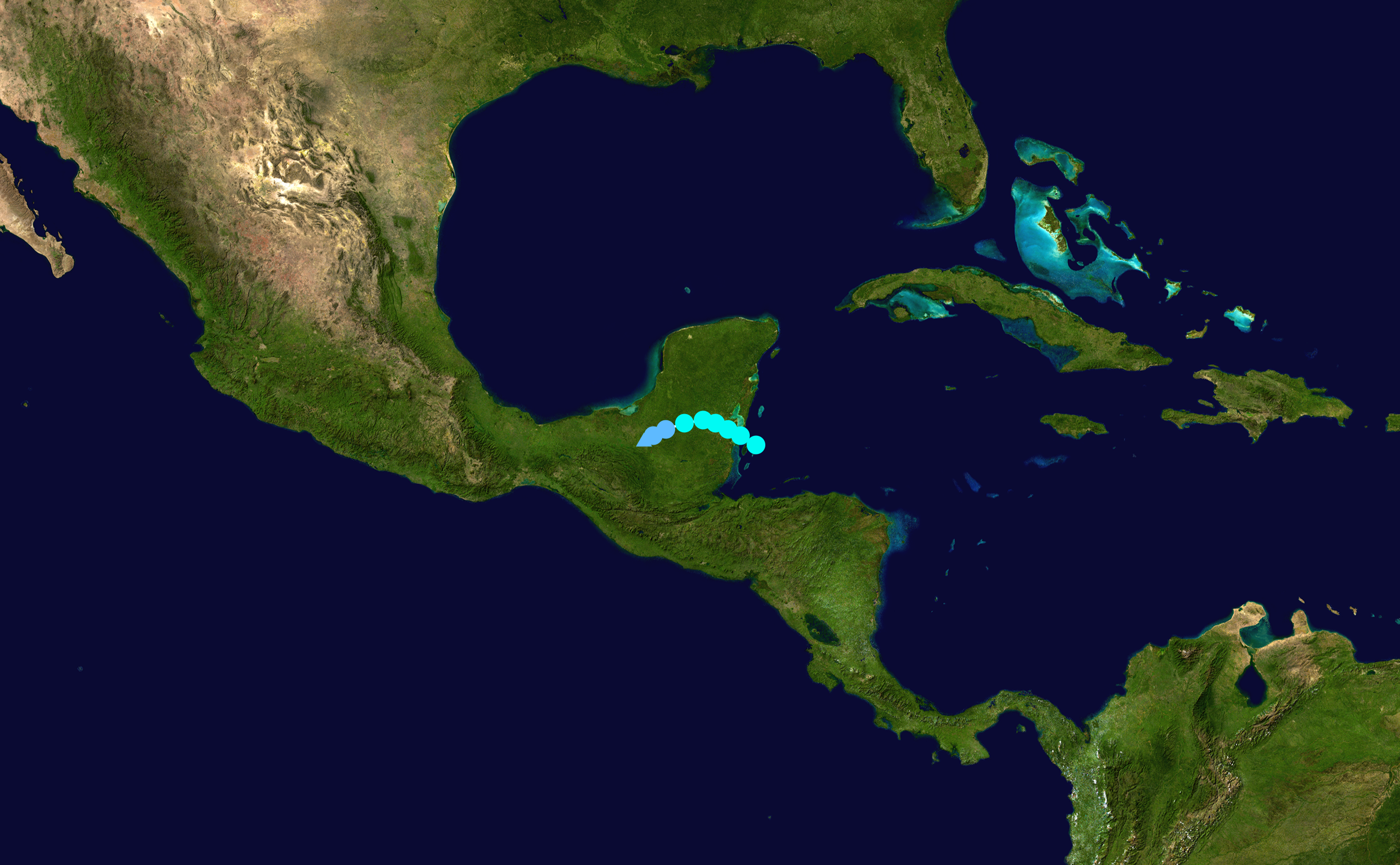
열대폭풍의 이동 경로

5월 31일에 열대폭풍 알마에서 약화된 저기압이 벨리즈 벨리즈시티 45마일 부근 해상에서 중심기압 1004hPa의 열대폭풍 아서로 발달하였다. 아서는 1005hPa, 시속 8마일로 서북서진을 하고 있었고, 풍속은 40마일, 약한 열대폭풍이었다. 6월 1일이 되자, 열대폭풍 아서는 허리케인 특유의 원 모양이 서서히 일그러졌고, 24시간 동안 열대폭풍이었던 아서는 같은 날 열대저기압으로 약화되었다.

## 시간별 허리케인 정보
| 형태       | 날짜 및 시간 (UTC) | 위도 (°N) | 경도 (°W) | 바람 (kt) | 기압 (hPa) | ACE    |
| ---------- | ------------------ | --------- | --------- | --------- | ---------- | ------ |
| 열대폭풍   | 5월 31일 0시       | 17.5      | 87.5      | 35        | 1005       | 0.1225 |
| 열대폭풍   | 5월 31일 6시       | 17.8      | 88.0      | 40        | 1004       | 0.1600 |
| 열대폭풍   | 5월 31일 12시      | 18.0      | 88.4      | 35        | 1005       | 0.1225 |
| 열대폭풍   | 5월 31일 18시      | 18.2      | 88.8      | 35        | 1005       | 0.1225 |
| 열대폭풍   | 6월 1일 0시        | 18.3      | 89.2      | 35        | 1006       | 0.1225 |
| 열대폭풍   | 6월 1일 6시        | 18.2      | 89.8      | 35        | 1006       | 0.1225 |
| 열대저기압 | 6월 1일 12시       | 18.0      | 90.4      | 30        | 1006       | 0.0000 |
| 열대저기압 | 6월 1일 18시       | 17.8      | 90.8      | 30        | 1006       | 0.0000 |
| 열대저기압 | 6월 2일 0시        | 17.6      | 91.2      | 25        | 1006       | 0      |
| 소멸       | 6월 2일 6시        |           |           |           |            |        |

## 피해와 기록
열대폭풍 아서로 발생한 사망자 수는 총 9명이다. 열대폭풍 아서는 1981년 이후 대서양에서 5월에 처음 발생한 허리케인이다.